# Indianapolis Tennis Championships 2002
L'Indianapolis Tennis Championships 2002 è stato un torneo di tennis giocato sul cemento.
È stata la 15ª edizione dell'Indianapolis Tennis Championships (conosciuto quest'anno anche come RCA Championships per motivi di sponsorizzazione), che fa parte della categoria International Series Gold nell'ambito dell'ATP Tour 2002. Si è giocato all'Indianapolis Tennis Center di Indianapolis negli Stati Uniti, dal 19 al 26 luglio 2002.

## Campioni

### Singolare
Greg Rusedski ha battuto in finale  Félix Mantilla con il punteggio di 6–7, 6–4, 6–4

### Doppio
Jordan Kerr /  Jim Thomas hanno battuto in finale  Wayne Black /  Kevin Ullyett con il punteggio di 6(7)–7, 7–6(3), 6–3